# Fort Barraux

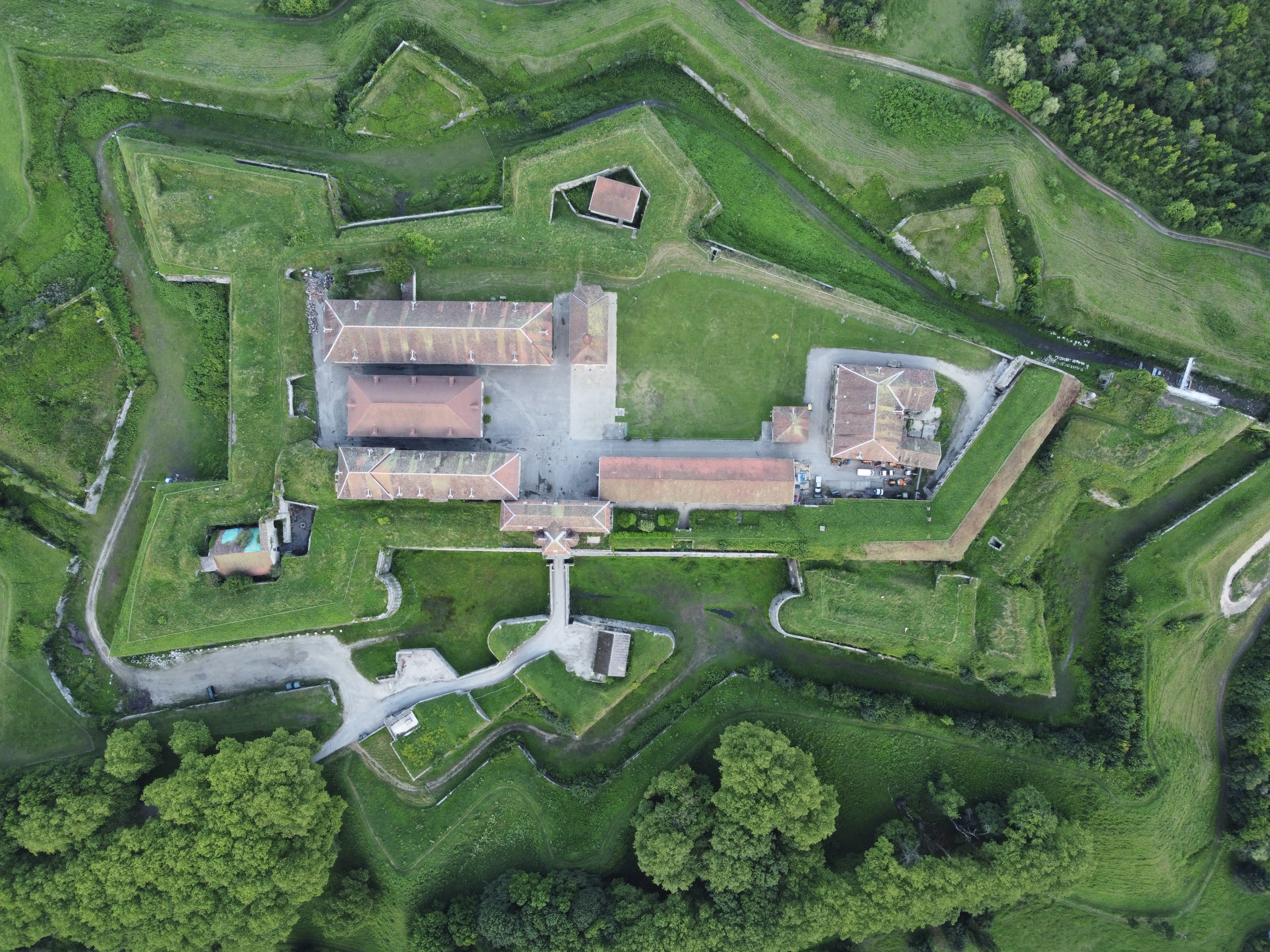
Le fort Barraux vu par un oiseau. Août 2021.

Le fort Barraux, situé sur la commune de Barraux en Isère, constitue l'un des plus anciens forts bastionnés des Alpes encore en l'état.

## Histoire
La construction de ce fort, alors appelé fort de Saint-Barthélémy, est commencée le 24 août 1597 par le duc de Savoie Charles-Emmanuel Ier pour défendre l'entrée de la vallée du Grésivaudan. Celle-ci fait suite à la bataille de Pontcharra du 17 septembre 1591 lors de laquelle l'armée française commandée par Lesdiguières bat l'armée du duc de Savoie Charles-Emmanuel. Malgré tout, la Savoie commence la construction d'un fort bastionné sur les terres du royaume de France dont l'achèvement est attendu par Henri IV. Les troupes de Lesdiguières réussissent, le 15 mars 1598 et grâce à un stratagème, à prendre le contrôle du fort dont la construction est tout juste achevée.
En 1600, lors de la guerre franco-savoyarde, le fort fournit quatre canons à l'armée des Alpes.
En 1665, un des détachements du régiment de Carignan, stationné au fort Barraux, est embarqué vers le Canada pour sécuriser la nouvelle colonie vis-à-vis des Iroquois. À l'issue de la campagne, un tiers environ de ce détachement choisit de rester sur place.
Conçu par l'architecte piémontais Ercole Negro, le fort subit plusieurs modifications au cours du XVIIe siècle par Raymond Bonnefonds et Jean de Beins en 1608 avant d'être profondément remanié par Vauban de 1692 à 1698.
Jean-François II de Bellegarde en est gouverneur dans la deuxième moitié du XVIIe siècle.
Le fort a également joué le rôle de prison, notamment pendant la Révolution française et pendant les deux guerres mondiales. Barnave y a notamment été interné en 1793.
Le fort Barraux devient un des principaux centres de séjour surveillé (CSS) du régime de Vichy pour la zone sud entre 1940 et 1944.
- De 1940 à octobre 1942, le camp est spécialement réservé aux internés politiques.

- D'octobre 1942 à juin 1944, le CSS devient un camp pour « repris de justices et souteneurs ».

Lors de ces deux périodes, bien qu’étant successivement spécialisé dans l’internement des politiques puis des droits-communs, le camp continue à « accueillir » des internés issus des autres catégories (des droits-communs, des « marché noir », des Juifs en transit). Des familles juives étrangères y sont internées en août 1942 à la suite des rafles organisées par le régime de Vichy, certains d'entre eux sont transférés à Drancy puis déportés à Auschwitz. Ainsi plus de 4 000 personnes sont internées entre 1940 et 1944. Les derniers internés du CSS (des droits-communs) sont déportés par les Allemands en juin 1944.
À la Libération, le fort Barraux est à nouveau dévolu à l'internement. Ces internés sont principalement des travailleurs volontaires de retour d'Allemagne, des suspects de collaboration avec l'Allemagne et des « marché noir ».
À la fin de la Seconde Guerre mondiale, environ 800 soldats allemands sont incarcérés au fort Barraux. Une centaine d'entre eux meurent dans les premiers mois des suites d'un difficile voyage, leurs corps sont enterrés à proximité du fort.
Désaffecté en 1985, le fort Barraux est inscrit monument historique le 11 octobre 1988 après son rachat par la commune de Barraux puis classé par arrêté du 23 août 1990. Sont protégés l'enceinte, le fossé, le pavillon et la chapelle. Aujourd'hui, le fort, entretenu par la commune, sert pour diverses occasions privées tels que des mariages ou galas et publiques tels que des concerts. De plus, des visites guidées sont organisées régulièrement de mai à septembre.

## Plan-relief du fort Barraux
Un plan-relief du fort Barraux a été conçu en 1693. Cette maquette, d'une échelle 1/600e mesure 18 m2. Cette maquette se trouve au musée des Plans-reliefs, à l’hôtel des Invalides, avec d'autres plans-reliefs, réalisés à partir du règne de Louis XIV jusqu’à celui de Napoléon III afin de préparer les opérations militaires. La collection se trouvait au Louvre jusqu'en 1777 avant de déménager vers son lieu actuel.

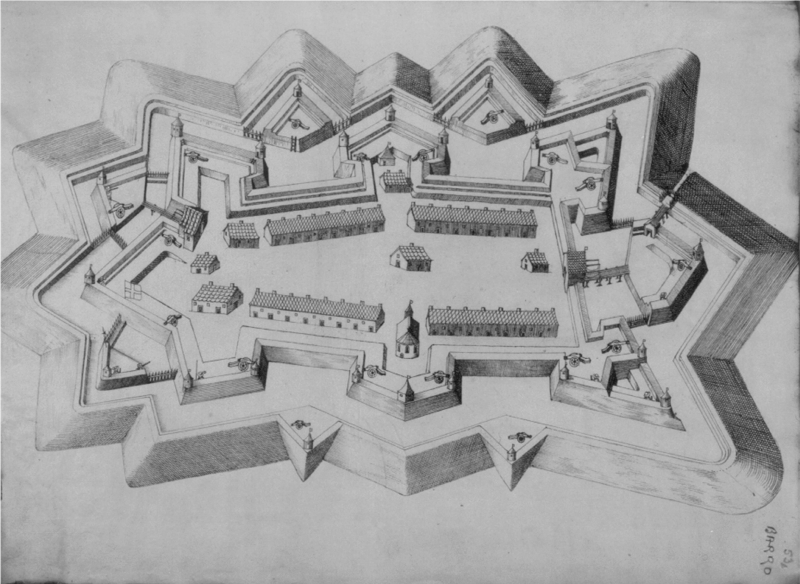
Plan du fort Barraux dressé par Ercole Negro.
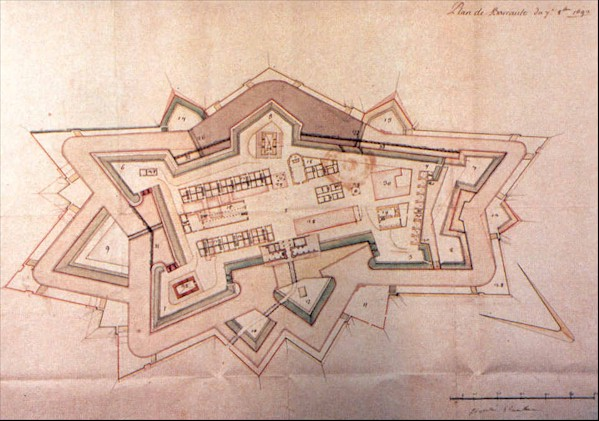
Plan du fort dressé par Vauban en 1692.
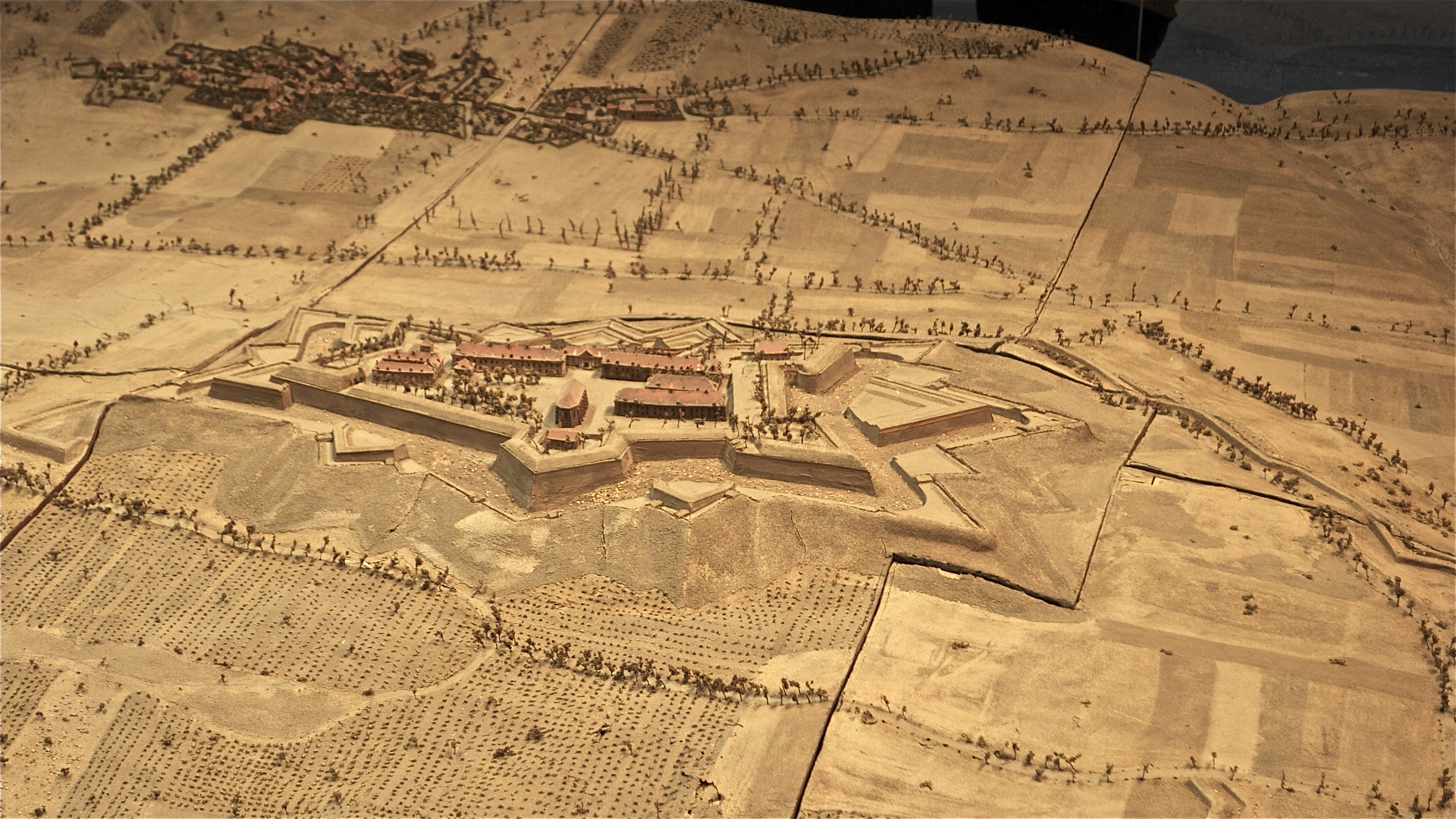
Le fort Barraux après les travaux de Vauban.
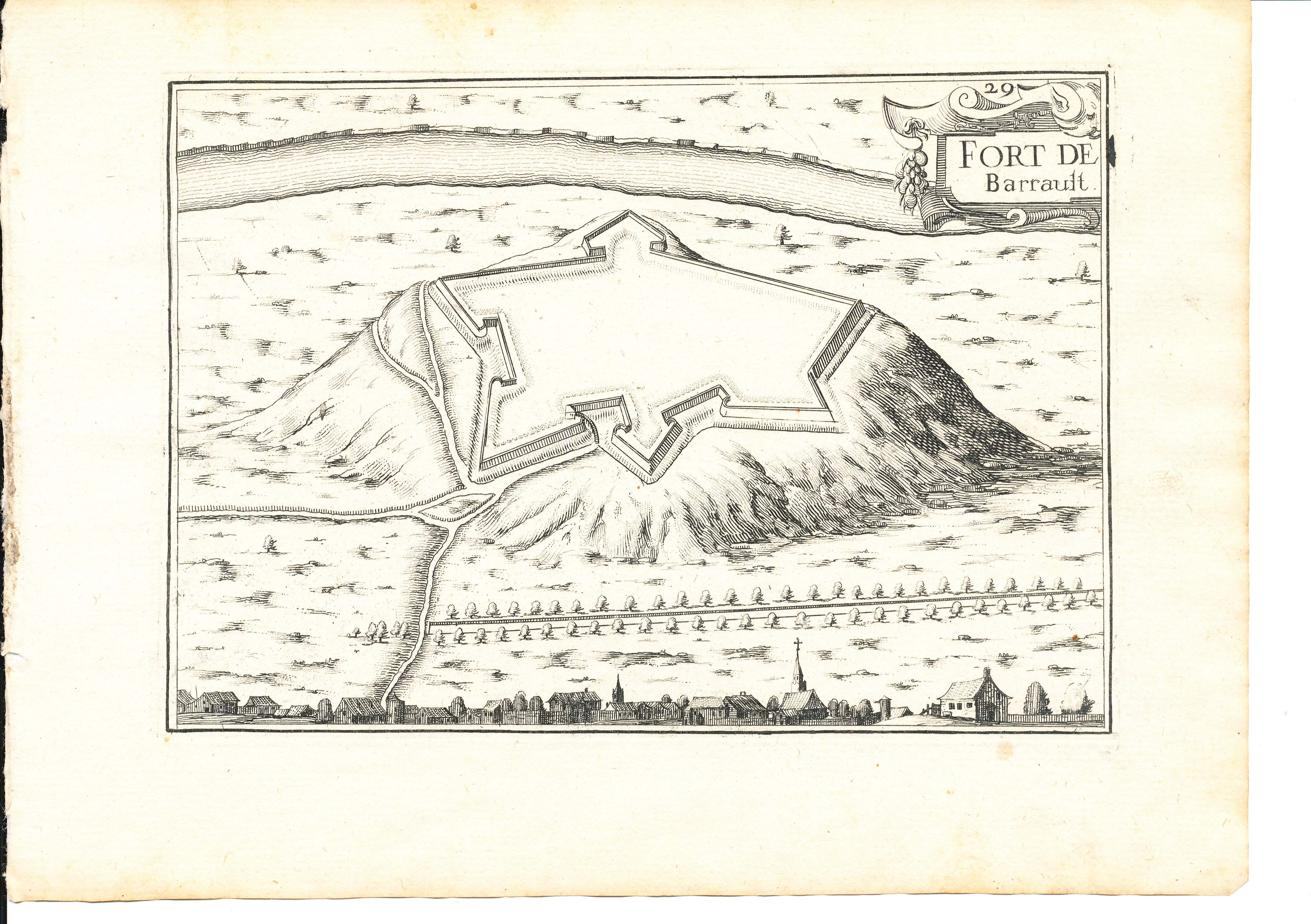
Gravure extraite de « Les Plans et Profils de toutes les principales villes et lieux considérables de France. par le Sieur TASSIN » (province du Dauphiné).

## Caractéristiques et composition
Au XVIIe siècle existait une potence dans la cour du fort Barraux. Celle-ci était utilisée pour les condamnations à la pendaison des soldats qui avaient commis des actes de vol.
Un puits de 48 mètres de profondeur dont l'eau provient de sources du village est édifié dans l'enceinte du Fort.
Des dessins et messages gravés, principalement de prisonniers de la fin du XIXe et du XXe siècle, sont encore observables sur les murs des cachots et autres cellules.

## Tournages
- Le fort est le lieu principal du tournage du film historique Le Soldat Mérite le Paradis, racontant le sacrifice de chasseurs alpins défendant le fort de Vaux pendant la bataille de Verdun[9]. Pendant plusieurs mois, le réalisateur Richard Delay a fait appel à des associations de reconstitution historique et des bénévoles en costumes militaires pour montrer à l'écran des aspects oubliés de la Grande Guerre[10].
- Le fort Barraux a été le lieu de tournage du court-métrage Lesdiguières reprenant l'assaut du fort en 1598 par le duc de Lesdiguières. Son réalisateur, Thibault Geyer[11], a souhaité adapter cet épisode historique sur un ton humoristique qui mélange le cadre historique du XVIe siècle avec des mentalités contemporaines[12]. Thibault Geyer a pu compter sur l'aide d'associations et de particuliers bénévoles pour réaliser son projet sans aucun budget[13]. Le public a bien réagi lors de sa diffusion au cinéma Jean Renoir de Pontcharra[14].
- Le fort Barraux a été un des lieux de tournage de la série télévisée Cassandre , saison 3, épisode 4, Le loup gris.